# 根性戦隊ガッツマン
『根性戦隊ガッツマン』（こんじょうせんたいガッツマン）は、宮村優子のエッセイ、楽曲のタイトルで、それを元にした島本和彦の漫画作品のタイトル。

## 楽曲『根性戦隊ガッツマン』
宮村優子のCD『ケンカ番長』に収録された楽曲。作詞は脚本家の川崎ヒロユキ、作曲・編曲は田中公平。
その後1997年3月5日にシングルカットされた（アルバムとはSE等のサウンドが異なる）。
『根性戦隊ガッツマン』のオープニング主題歌として作られた歌であり、アニメ紅白歌合戦でも使用された。
OVAなどのアニメ化やドラマCD化の企画は存在しておらず、オープニングのみがある珍しい例（楽曲が収録されたアルバム『ケンカ番長』に「根性戦隊ガッツマン 第186話」〈原作：宮村優子、脚本：山陽五郎〉というミニドラマは収録されている）。

## 漫画『根性戦隊ガッツマン』
声優の宮村優子に頼まれて描いた作品であり、『月刊少年エース』1997年5月号に掲載された。もともと島本のファンだった宮村は、執筆依頼のために島本にビデオレターを作成し、それを気に入った島本が仕事を引き受けたという経緯がある。
宮村優子は、本作のキャラクターレッドとして登場している。

## 派生
『おねがいマイメロディ』のガッツマンについて、山野辺一記は「（「ヒーローものなら、ガッツマンがあるでしょ」って言われるけど、）ガッツマンの名称は、宮村優子の楽曲から（であって、彼女のファンという証です）」コミックラッシュのあとがきで余談として語っている。